# Orthodoxe Kirchen in Deutschland
Die Orthodoxen Kirchen sind mit rund vier Millionen Gläubigen im Jahr 2023 die drittgrößte christliche Konfession in Deutschland. Im Jahr 2017 ging man noch von an die zwei Millionen orthodoxer Christen im Land aus, im Jahr 2010 von rund 1,5 Millionen.

## Geschichte

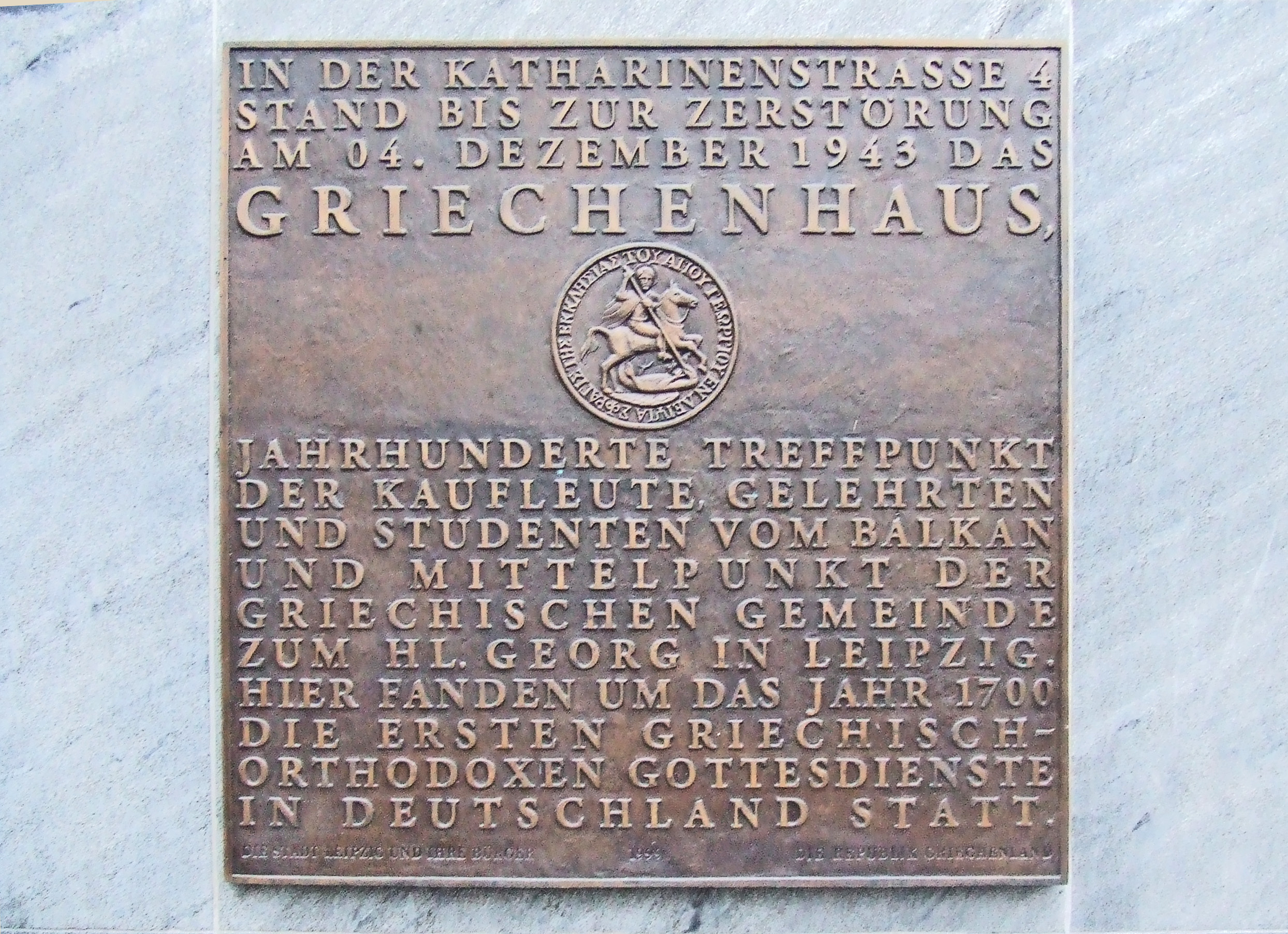
Gedenktafel in der Leipziger Katharinenstraße

Der Bischof Athanasius fand nach der Verbannung in Trier eine neue Heimat, und der Slawenapostel Method von Saloniki wurde um 870 in Ellwangen gefangengehalten (die Stadt ist heute das Pilgerziel orthodoxer Christen). In Nienkerken bei Corvey gab es im 9. Jh. eine bedeutende Schule, in der Griechisch unterrichtet wurde. Der Basilianerabt Gregor von Burtscheid (* 930 in Kalabrien, damals Teil des Byzantinischen Reichs; † 999) gründete ein byzantinisches Kloster in Burtscheid. Nachdem Kaiser Otto II. die Prinzessin Theophanu geheiratet hatte, kamen in ihrer Gefolgschaft griechische Gelehrte ins Heilige Römische Reich.
Strenggenommen kann man erst mit dem Morgenländischen Schisma im Jahr 1054 und der Trennung von Katholiken und Orthodoxen auch von einem Beginn der Orthodoxie in Deutschland sprechen. Da die Trennung streng geografisch erfolgte, gab es vorerst auch keine Orthodoxen in Deutschland.
Mit der Bildung von Auslandsgemeinden von Personen aus orthodoxen Ländern kann man ab dem späten 17. Jahrhundert von einer Präsenz der Orthodoxie in Deutschland sprechen.
Aus ekklesiologischen und geschichtlichen Gründen gibt es keine „deutsch-orthodoxe“ Landeskirche, obwohl in jüngster Zeit unter deutschen Konvertiten gewisse Versuche in diese Richtung zu beobachten sind. So wurde in den 1990er-Jahren mit dem Deutschen orthodoxen Dreifaltigkeitskloster in Buchhagen das erste und bisher einzige deutsche orthodoxe Kloster gegründet. Formal (juridisch) untersteht es zwar der bulgarisch-orthodoxen Diözese von West- und Mitteleuropa, ist aber statutengemäß der „deutschen Orthodoxie“ verpflichtet. Des Weiteren gibt es die Skite des heiligen Spyridon, die juridisch Teil der serbisch-orthodoxen Diözese von Mitteleuropa ist.
Insgesamt ist der Anteil ethnischer Deutscher innerhalb der Orthodoxen Kirche in Deutschland aber eher marginal: Deutlich über 95 % aller orthodoxen Christen in diesem Lande haben einen „Migrationshintergrund“. Offiziell deutschsprachige orthodoxe Gemeinden gibt es lediglich in Berlin, Düsseldorf, Hannover, Hamburg und München, wenngleich in einigen anderen Gemeinden (vor allem der russischen Diözesen) gelegentlich bis teilweise Deutsch als liturgische Sprache verwandt wird. Daher hat 2007 auch die KOKiD eine aus Vertretern aller orthodoxen Diözesen (einschließlich der Russischen Auslandskirche) zusammengesetzte Gemeinsame Kommission zur Erstellung bzw. Vereinheitlichung orthodoxer liturgischer Texte in deutscher Sprache ins Leben gerufen, deren Ergebnisse aber noch von der Bischofsversammlung gebilligt werden müssen.

## In Deutschland vertretene orthodoxe Kirchen

### Östlich-orthodoxe Kirchen
Die orthodoxen Diözesen in Deutschland bilden gemeinsam seit dem 27. Februar 2010 die Orthodoxe Bischofskonferenz in Deutschland. Es handelt sich um zehn Bistümer die, in der Regel – zumindest mehrheitlich – Angehörige einer Nation umfassen, und zu verschiedenen Patriarchaten gehören.
Die Bistümer sind jeweils der autokephalen Kirche des Heimatlands unterstellt. Zahlenangaben 2003, Quelle siehe Literatur:
- Ökumenisches Patriarchat von Konstantinopel
  - Griechisch-Orthodoxe Metropolie von Deutschland (KdöR) (Bischofssitz: Bonn): 450.000 Angehörige, 70 Gemeinden und über 150 Gottesdienststätten, Metropolit: Augoustinos Lambardakis, 5 Bischöfe, 65 Priester
  - Exarchat der orthodoxen Gemeinden russischer Tradition in Westeuropa (Bischofssitz: Paris): 100 Angehörige, 1 Priester
  - Ukrainische Orthodoxe Eparchie von Westeuropa (Bischofssitz: London): Die Eparchie hat 3.600 Angehörige, 6 Priester
- Patriarchat von Antiochien
  - Antiochenisch-Orthodoxe Metropolie von Deutschland und Mitteleuropa, (Bischofssitz: Köln): 80.000 Angehörige, 40 Gemeinden, 30 Priester, Metropolit Isaak Barakat, Metropolit von Deutschland und Mitteleuropa, Köln, Hanna Haikal, Bischof von Palmyra und Vikarbischof von Mitteleuropa, Berlin.
- Patriarchat von Moskau
  - Berliner Diözese der Russischen Orthodoxen Kirche (KdöR), (Bischofssitz: Berlin): 250.000 Angehörige, 42 Gemeinden, 2 Erzbischöfe, 33 Priester; Erzbischof: Tichon
  - Russische Orthodoxe Kirche im Ausland bzw. die Russische Orthodoxe Diözese des orthodoxen Bischofs von Berlin und Deutschland (KdöR) (mit Sitz in München): Metropolit: Mark (Arndt), Vikarbischof: Hiob (Bandmann)
- Patriarchat von Belgrad:
  - Serbisch-Orthodoxe Kirche Eparchie von Düsseldorf und ganz Deutschland (Bischofssitz: Düsseldorf): 337.000 Angehörige, 33 Gemeinden, 1 Bischof, 36 Priester; Bischof: Grigorije Durić
- Rumänisch-Orthodoxe Kirche:
  - Rumänische Orthodoxe Metropolie für Deutschland, Zentral- und Nordeuropa (KdöR Bischofssitz: Nürnberg): 400.000 Angehörige, 66 Gemeinden, 17 Filialgemeinden, 1 Metropolit, 1 Weihbischof, 72 Priester; Metropolit: Serafim Joantă
- Bulgarisch-Orthodoxe Kirche:
  - Bulgarische Diözese von West- und Mitteleuropa (Bischofssitz: Berlin) der Bulgarischen Orthodoxen Kirche: 60.000 Angehörige, 4 Gemeinden, 1 Metropolit, 5 Priester; Metropolit: Antonij
- Georgische Orthodoxe Kirche:
  - Westeuropäische Diözese der Georgischen Orthodoxen Kirche (Bischofssitz: Tiflis / Georgien): 30.000 Angehörige, 3 Gemeinden, 1 Priester, Lazar Samarbegisvili, Bischof von Deutschland († 2020).
- Mazedonisch-Orthodoxe Kirche:

### Orientalisch-orthodoxe Kirchen
- Äthiopische Orthodoxe Kirche: mehrere Gemeinden; die Gemeinden in Norddeutschland unterstehen dem Bischof in London, die in Süddeutschland dem Bischof mit Sitz in Rom.
- Armenisch-apostolische Orthodoxe Kirche: Diözese in Köln, 1 Erzbischof Serovpe Isakhanyan.
- Koptisch-orthodoxe Kirche: Damian, Bischof von Deutschland mit Sitz im Kloster Brenkhausen in Höxter, Michael Samy Salami El Baramoussy Bischof von Kröfelbach und Süddeutschland, Kröffelbach.
- Syrisch-Orthodoxe Kirche von Antiochien, Erzdiözese Deutschland, Bischof Philoxenos Matthias Nayis mit Sitz in Warburg, Nordrhein-Westfalen, Erzbischof Julius Hanna Aydin, Vikar für politische und kirchliche Angelegenheiten in Deutschland, Delmenhorst, Niedersachsen.
- Eritreisch-Orthodoxe Tewahedo-Kirche

### Eparchien von nichtkanonischen orthodoxen Kirchen
- Mazedonische orthodoxe Kirche
- Ukrainisch-orthodoxe Kirche – Kiewer Patriarchat, deutsches Dekanat
- Kirche der wahren orthodoxen Christen Griechenlands (Synode des patristischen Kalenders, Erzeparchie Deutschland)
- Metropolie von Aquileia und Westeuropa, Erzeparchie München
- Russische Orthodoxe Kirche außer Landes, Köln-Porz
- Syrisch-Orthodoxe Kirche von Europa, Eigenständigkeit aufgegeben

### Klöster
In Deutschland gibt es folgende orthodoxe Klöster
Antiochenisch-Orthodoxes Kloster
- Kloster der Herrin von Antiochien in Blankenheim - NRW

Bulgarisch-orthodoxes Kloster
- Dreifaltigkeitskloster Buchhagen in Niedersachsen

Rumänisch-orthodoxes Kloster
- Kloster des heiligen Märtyrers Brâncoveanu in Nürnberg

Russisch-orthodoxe Klöster
- Kloster des Heiligen Hiob von Potschajew in Obermenzing, München
- Kloster in Götschendorf
- Kloster der heiligen Großfürstin Elisabeth in Buchendorf

Serbisch-orthodoxe Klöster
- Kloster der Entschlafung der Allheiligen Gottesgebärerin in Himmelsthür
- Skite des heiligen Spyridon in Geilnau in Rheinland-Pfalz
- Verkündigungs-St. Justin-Kloster in Unteruffhausen in Hessen

Koptisch-orthodoxe Klöster
- Kloster der Hl. Jungfrau Maria und des Hl. Mauritius in Höxter-Brenkhausen in NRW
- Kloster des Heiligen Antonius in Waldsolms-Kröffelbach in Hessen

Kirche der wahren Christen Griechenlands (Synode des patristischen Kalenders)
- Kloster St. Gabriel in Altenbergen in Thüringen

### Lehreinrichtungen
Seit 1995 wurde das ehemalige „Institut für orthodoxe Theologie“ an der Universität München zur Ausbildungseinrichtung für Orthodoxe Theologie der Universität München ausgebaut und ein entsprechender Diplom-Studiengang eingerichtet. Damit existiert nun im deutschen Sprachraum die erste und bisher einzige Möglichkeit eines orthodoxen Universitätsstudiums (einschließlich der Möglichkeit einer Promotion in der Orthodoxen Theologie).
Seit 2002 besteht darüber hinaus die Möglichkeit, am Theologischen Institut des Klosters Kröffelbach ein Studium der orthodoxen Theologie mit dem Schwerpunkt koptisch-orthodoxe Theologie und dem Abschluss BA der Theologie zu absolvieren.
Außerdem existiert – mit dem vorrangigen Ziel einer Ausbildung orthodoxer Religionslehrer – ein Lehrstuhl für orthodoxe Theologie im Rahmen des Zentrums für Religiöse Studien an der Westfälischen Wilhelms-Universität Münster. Ferner gibt es an der Universität Erfurt einen religionswissenschaftlich ausgerichteten Lehrstuhl für orthodoxes Christentum.

## Ökumene
Einige orthodoxe Kirchen arbeiten bereits seit 1974 in der Arbeitsgemeinschaft Christlicher Kirchen in Deutschland (ACK) mit, andere traten ihr später bei. Die kanonischen östlich-orthodoxen Kirchen sind seit einigen Jahren in einer gemeinsamen Delegation mit fünf Mitgliedern (und fünf Stellvertretern) über die KOKiD vertreten, die altorientalischen Kirchen sind jede für sich Vollmitglied. Die orthodoxen Kirchen stellen auch eines der fünf Mitglieder des Vorstands (derzeit: Erzpriester Radu Constantin Miron) und arbeiten auch in der Ökumenischen Zentrale mit einer Referentin (Marina Kiroudi) und in der theologischen Kommission (DÖSTA) mit. Ebenso sind die orthodoxen Kirchen an den meisten regionalen und lokalen Arbeitsgemeinschaften der ACK beteiligt. Im April 2019 übernahm Erzpriester Miron als erster Orthodoxer den Vorsitz in der Arbeitsgemeinschaft Christlicher Kirchen in Deutschland.
Daneben gibt es bilaterale Beziehungen zur deutschen Bischofskonferenz und zur EKD mit Diskussionen über theologische Fragen und diakonisch-karitative Zusammenarbeit. So wurden mehrere Dokumente zu dogmatischen Fragen in einer gemeinsamen Arbeitsgruppe der griechisch-orthodoxen Metropolie und der römisch-katholischen Bischofskonferenz verabschiedet, zuletzt 2006 ein Text über das gemeinsame Verständnis des geistlichen Amtes. Ab 2007 wurde diese Arbeitsgruppe umgestaltet und erweitert, so dass sie jetzt Vertreter der gesamten Orthodoxie in Deutschland auf der einen und – wie bisher – der römisch-katholischen Deutschen Bischofskonferenz umfasst, also eine offizielle Gesprächsebene zwischen der orthodoxen und der römisch-katholischen Kirche in diesem Lande darstellt.
Zwischen der KOKiD und der EKD ist bislang eine Handreichung für evangelisch-orthodoxe Eheschließungen erarbeitet und unterzeichnet worden.

## Religionsunterricht
Bereits 1985 hatte das Land Nordrhein-Westfalen einen regulären orthodoxen Religionsunterricht eingeführt, der damals allerdings nur für die griechischen Kinder galt, inzwischen jedoch – unter Verantwortung der KOKiD – auf alle orthodoxen Schülerinnen und Schüler erweitert wurde.
Inzwischen hat auch Niedersachsen einen regulären deutschsprachigen Religionsunterricht für christlich-orthodoxe Kinder an staatlichen Schulen eingeführt; die KOKiD fungiert dabei als kirchlicher Partner, altorientalische Kinder können auf freiwilliger Basis an diesem Unterricht teilnehmen. In einigen anderen Bundesländern (Hessen, Rheinland-Pfalz, Baden-Württemberg) sind entsprechende Pläne in der Ausarbeitung, oder es wird Religion (ähnlich wie bei islamischen Kindern) im Rahmen eines muttersprachlichen Ergänzungsunterrichts angeboten, wobei dieses Angebot allerdings in der Praxis oft nur für griechischsprachige Kinder existiert.
In Bayern wurde der durch die Russisch-orthodoxe Kirche im Ausland erteilte Religionsunterricht laut Bescheid des Bayerischen Staatsministeriums für Unterricht und Kultus vom 6. Februar 1956, Nr. 93173 als ordentliches Lehrfach (Pflichtfach) im Sinne des Art. 136, Abs. 2 der Bayerischen Verfassung anerkannt. Heute verfügen die Griechisch-, die Serbisch- und die Russisch-Orthodoxe Kirche, sowie, von den altorientalischen, die Syrisch-orthodoxe Kirche über diese Anerkennung. Es ist sogar möglich, die orthodoxe Religionslehre als Abiturfach zu belegen und abzuschließen. Inzwischen gibt es einen gemeinsamen bayerischen Lehrplan für die in der KOKiD bzw. jetzt der Orthodoxen Bischofskonferenz in Deutschland vertretenen orthodoxen Bistümer.
Seit 2003 gibt es auch ein Referat der KOKiD für orthodoxen Religionsunterricht; derzeit wird dieses vom Vorsitzenden der Kommission, Metropolit Augoustinos, geleitet; Länderkoordinatoren für Bayern, Baden-Württemberg, Hessen, Niedersachsen und Nordrhein-Westfalen sind für die Durch- bzw. Einführung des orthodoxen Religionsunterrichtes in den einzelnen Bundesländern im Auftrag der Kommission der Orthodoxen Kirche in Deutschland / Verband der Diözesen zuständig.